# 佐藤元 (配音員)
佐藤元（日语：／ Satō Gen，1997年3月22日—）是日本男性聲優，出身自神奈川縣，隸屬於I'm Enterprise旗下。

## 經歷
佐藤在中學二年級時看了《STAR DRIVER 閃亮的塔科特》，自此對動畫產生興趣，看了不少動畫，也從中得知了聲優這個職業。高中時，在身邊朋友的影響下曾考慮成為演員，再加上自己喜歡動畫，故希望成為聲優。在家人的反對下，他上了大學繼續唸書，同時也到日本播音演技研究所接受訓練。他選擇該校是因為課堂每星期一次，而且學費比其他學校便宜，讓當時是大學生的他靠着打工，尚算應付得來。
他在日本播音演技研究所接受基礎科課程、研修科課程、為期一年的本科課程後，應徵所內試鏡並合格，加入I'm Enterprise。此前他曾多次應徵所內試鏡，但無功而還。入行後，他第一次通過試鏡的作品是電子遊戲《MultiPoint×Connection～稜風學園購買部～》，獲得聲演主角大澄曉空的機會。他在作品裏需要唱歌。
2019年，出演《星合之空》布津凛太朗一角。2020年6月，開設個人YouTube頻道。2021年，在多部電視動畫聲演主要角色，包括《弱角友崎同學》友崎文也、《花樣滑冰Stars》窪田智之、《Dr.STONE 新石紀》鉻、《灼熱卡巴迪》畦道相馬等。

## 個人介紹
佐藤元的興趣是武術，聽音樂和唱歌。他亦會劍道、書法和按摩，擁有劍道3級和書法4級的資格，以及英檢3級和漢檢3級的資歷。

## 出演作品

### 電視動畫
2018年
- 黃金神威（士兵）
- PERSONA5 the Animation（斑目關係者B）
- 鋼彈創鬥者 潛網大戰（潛行者）
- 高分少女（後藤〈同班同學〉、觀眾·露出襯衫）
- 昴宿七星（冒險者、玩家）
- 工作細胞（紅血球1）
- 刀劍神域 Alicization（玩家）
- 只要別西卜大小姐喜歡就好（邱森）
- 終將成為妳（男學生）
- 關於我轉生變成史萊姆這檔事（哥布林）
- 魔法禁書目錄III（市民、騎士）
- 隔壁的吸血鬼美眉（男性B）
- 齊木楠雄的災難 完結篇（男學生C）

2019年
- Endro～！（戰士(2)）
- 關於我轉生變成史萊姆這檔事（蓋魯）
- 魔法水果籃（祐介）
- 一拳超人（雷光源氏）
- 艾梅洛閣下II世事件簿 -魔眼蒐集列車 Grace note-（少年）
- Dr.STONE 新石紀（阿鉻）
- 女高中生的虛度日常（朔也）
- 高校星歌劇 第3期（學生）
- 廚病激發BOY（男學生）
- 星合之空（布津凜太朗）
- 我們真的學不來！ 第2期（觀眾A）

2020年
- 卡片戰鬥!! 先導者 新右衛門篇（操作員C、時刻虎·叛逆）
- A3! SEASON SPRING & SUMMER（皆木馨）
- 科學超電磁砲T（敵高男子）
- 籃球少年王（河本）
- 魔法水果籃 2nd season（祐介）
- 卡片戰鬥!! 先導者外傳 -if-（翠子粉絲、炸藥雜耍師、莫西干C、配送員）
- 巨神與冰華之城（樹）
- 王之逆襲 意志的繼承者（塔姆）

2021年
- 弱角友崎同學（友崎文也）
- 轉生成蜘蛛又怎樣！（大島叶多）
- 工作細胞!!（紅血球1）
- 花樣滑冰Stars（窪田智之）
- 關於我轉生變成史萊姆這檔事 第2期（蓋魯、哥布茨）
- Dr.STONE 新石紀 第2期（阿鉻）
- 堀與宮村（中學生）
- 灼熱卡巴迪（畦道相馬）
- 美少年偵探團（指輪創作）
- 魔法水果籃 The Final（祐介）
- 關於我轉生變成史萊姆這檔事 轉生史萊姆日記（哥布茨）
- 東京復仇者（不良學生C）
- SSSS.DYNAZENON（受訪者）
- 戰鬥員派遣中！（勇者）
- 海賊王女（槐）
- 境界戰機（椎葉海士）
- 狂熱深淵 迷失的孩子（隊員C、賣藥的人）

2022年
- JoJo的奇妙冒險 石之海（小嗶）
- 白金終局（山下）
- 杜鵑婚約（輕浮男A）
- 輝夜姬想讓人告白-超級浪漫-（佐藤ダイキ）
- 徹夜之歌（夜守更[6]）
- 幕末替身傳說（一番星[7]）
- Dr.STONE 新石紀 龍水（阿鉻）
- 惑星公主蜥蜴騎士（東雲三日月）
- 卡片戰鬥!! 先導者 will+Dress（成員）
- 機動戰士GUNDAM 水星的魔女（盧吉·香堤）
- 書蟲公主（阿蘭·費雷拉[8]）
- 忍之一時（楠）
- 我想成為影之強者！（學生）

2023年
- HIGH CARD 至高之牌（芬恩·歐德曼）
- 呆萌酷男孩（吉田）
- UniteUp! 眾星齊聚（五十鈴川瑞綺）
- 天國大魔境（小丸[9]）
- 我內心的糟糕念頭（神崎健太[10]）
- Dr.STONE 新石紀 NEW WORLD（阿鉻[11]）
- 六道的惡女們（六道桃助[12]）
- 放學後失眠的你（中見丸太[13]）
- 轉生貴族的異世界冒險錄～不知自重的眾神使徒～（職員）
- Sugar Apple Fairy Tale（赫爾）
- SHY（部長）

2024年
- 弱角友崎同學 2nd STAGE（友崎文也[14]）
- 婚戒物語（佐藤[15]）
- 我內心的糟糕念頭 第2期（神崎健太[16]）
- HIGH CARD 至高之牌 第2期（芬恩·歐德曼[17]）
- 如果30歲還是處男，似乎就能成為魔法師（綿矢湊[18]）
- 失憶投捕（佐藤）
- WIND BREAKER—防風少年—（笹城直廣）
- 戰鬥陀螺 X（ぱっくん）
- 鬼滅之刃 柱訓練篇
- 闇影詩章F（大學生）
- 黃昏光影（千秋實）
- 關於我轉生變成史萊姆這檔事 第3期（蓋魯）
- 在地下城尋求邂逅是否搞錯了什麼V 豐穰女神篇（潘恩[19]）
- 多数欠（男）

2025年
- Dr.STONE 新石紀 SCIENCE FUTURE（阿鉻[20]）
- 魔域英雄傳說（塞菲[21]）
- 青春特調蜂蜜檸檬蘇打（同級男學生）
- 男女之間存在純友情嗎？（不，不存在！）（澤村）
- 終末起點（イライジャ・ナイト[22]）
- 徹夜之歌（第2期）（夜守更[23]）

時期未定
- 婚戒物語 第2期（佐藤[24]）

### 劇場版動畫
2018年
- ANEMONE／交響詩篇 Hi-Evolution

### OVA
2018年
- 擅長捉弄人的高木同學（情侶男1）※單行本第9卷特別版同捆DVD

### 網路動畫
2018年
- 怪物彈珠 The Animation（天使兵）

2019年
- 絲襪視界（學生）

2020年
- 爆丸 裝甲聯盟（ブローラー1）

### 有聲漫畫
2021年
- NERU-武藝道行-（五老海練磨）

### 游戏

##### 2021年
- 怪物彈珠（飛母托）
- JACKJEANNE（世長創司郎）

##### 2022年
- 天狱乱斗（玉緒）

##### 2023年
- [手機]美男惡徒 在闇夜中展開的惡愛（イケメンヴィラン 闇夜にひらく悪の戀）－{エリス・トワイライト(艾利斯)}

## 外部連結
- 經紀公司個人資料頁（日語）